# Can Pallerols
Can Pallerols és una masia de Veciana (Anoia) inclosa a l'Inventari del Patrimoni Arquitectònic de Catalunya.

## Descripció
Conjunt format per diverses edificacions. La casa original queda amagada darrere de la nova (1948) i té la façana primitiva a la part sud d'aquesta. És de teulada a dues vessants amb la porta d'entrada d'arc de mig punt adovellat. Al costat de la porta i amagada sota un cobert hi ha una finestra amb una llinda de pedra que té la data inscrita de 1607. A la façana lateral una altra llinda de finestra amb la data de 1648. Antigament hi havia un molí fariner, les restes del qual han quedat en el soterrani formant part de l'habitacle. Prop de la casa hi ha les restes de la séquia i de la bassa del molí. (riera de Sant Pere).